# Національний інститут статистики та переписів (Аргентина)

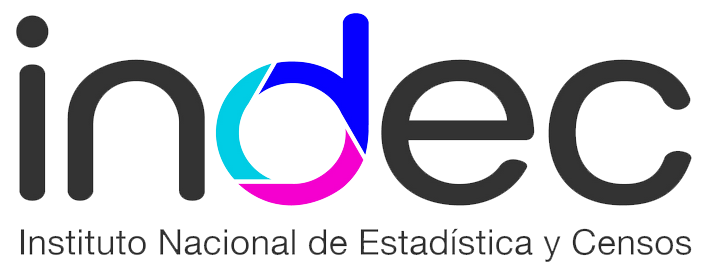
Logo.

Націона́льний інститу́т стати́стики та пе́реписів (ісп. Instituto Nacional de Estadística y Censos, скорочено INDEC) — національний орган статистики Аргентини, урядова організація, яка керує і спрямовує усі види статистичної діяльності на території Аргентини. Підпорядковується міністерству економіки. Робота INDEC регулюється законом № 17.6221 (від 25 січня 1968) і декратами № 3110/702 (від 30 грудня 1970) і 1831/933 (від 1 вересня 1993).
Національний інститут статистики і переписів займається проведенням переписів населення Аргентини, опитувань громадської думки, підрахунком базових економічних і соціальних показників країни (ВВП, індекс споживчих цін, рівень безробіття, умови життя тощо). У кожній провінції Аргентини існує Управління статистики, підпорядковане INDEC, яке займається збиранням необхідних даних на місцевому рівні.